# Omphalotropis howeinsulae
Omphalotropis howeinsulae is een slakkensoort uit de familie van de Assimineidae. De wetenschappelijke naam van de soort is voor het eerst geldig gepubliceerd in 1944 door Tom Iredale.